# Zanthoxylum clava-herculis
Zanthoxylum clava-herculis es una especie de arbusto perteneciente a la familia de las rutáceas. Es nativa del sudeste de los Estados Unidos. 

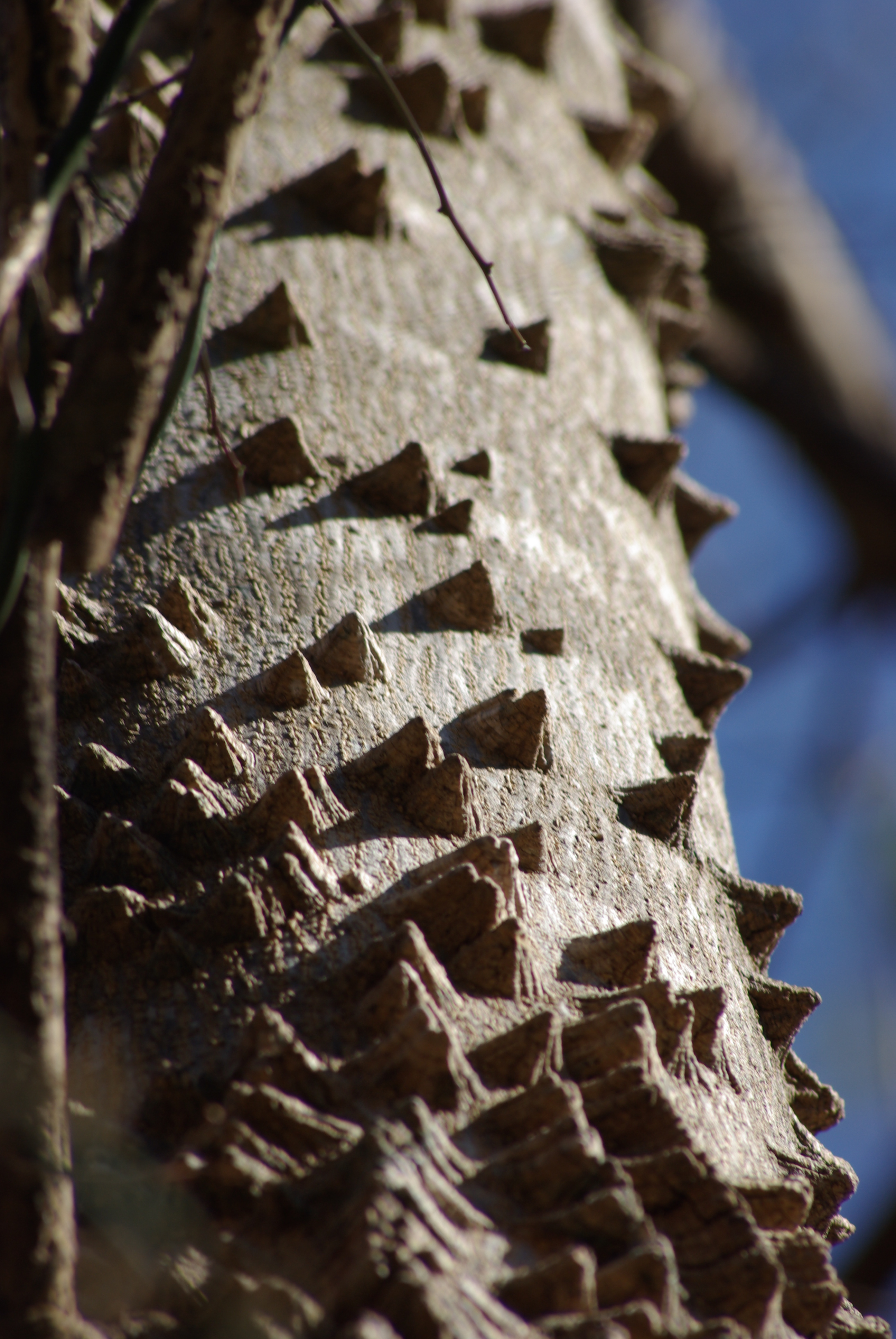
Detalle del troco con sus gruesas espinas

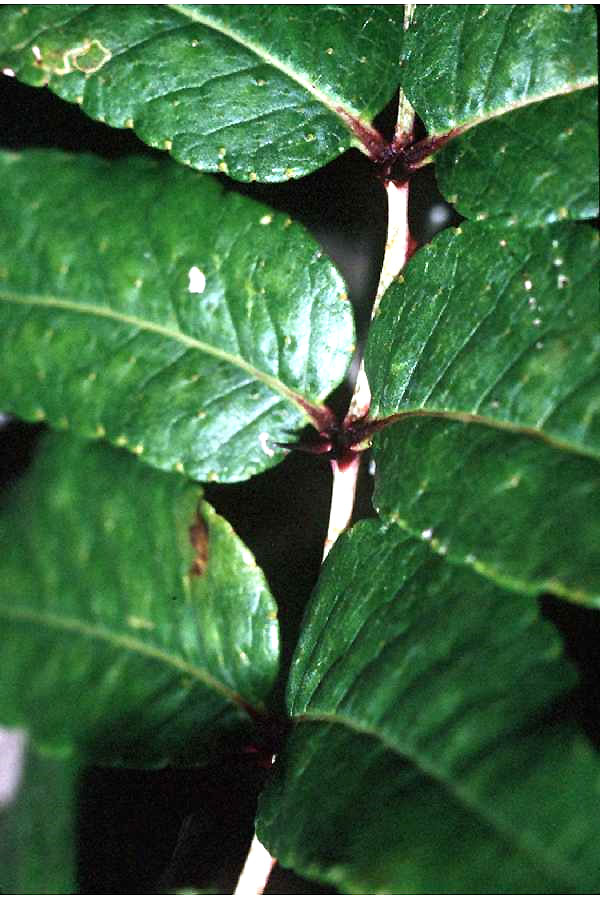
Hojas

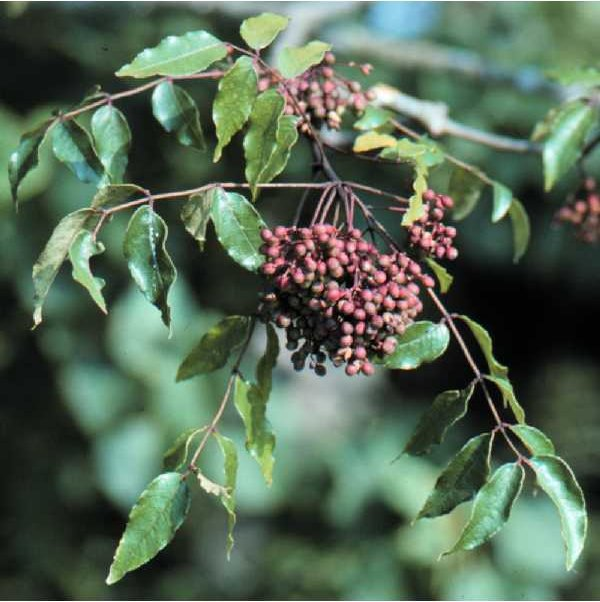
Frutos

## Descripción
Alcanza un tamaño de hasta 10-17 m de altura y tiene gruesas espinas distintivas. La hojas son glabras y coriáceas, compuestas pinnadas, de 20-30 cm de largo con 7-19 foliolos, cada hoja de 4-5 cm de largo. Las flores son dioicas, se disponen en panículas de hasta 20 cm de largo, cada pequeña flor, de 6-8 mm de diámetro, con 3-5 pétalos blancos. El fruto es una cápsula de dos válvas de 6 mm de diámetro con una superficie rugosa, y que contiene varias pequeño semillas negras.

## Propiedades
Junto con la especie relacionada Zanthoxylum americanum,  se le llama " árbol de dolor de muelas" por el entumecimiento que se produce en la boca, los dientes y la lengua, inducido por la masticación de sus hojas o la corteza (aliviando así el dolor de muelas ). Fue utilizado para tales fines medicinales por los indígenas americanos y los primeros colonizadores.

## Ecología
El árbol tiene una copa redondeada y requiere gran cantidad de agua y de luz solar. Sus hojas son consumidas por los ciervos y sus frutos son comidos por las aves. La fruta pasa a través de las aves, lo que ayuda a que las semillas germinen. Los nuevos árboles tienden a brotar por debajo de los lugares favoritos de descanso de las aves, a lo largo de cercas y el borde del bosque.
Es conocida por ser anfitrión de un número de especies de insectos, entre ellos la mariposa gigante Papilio cresphontes y el escarabajo Derospidea brevicollis.

## Taxonomía
Zanthoxylum clava-herculis fue descrita por Linneo y publicado en Species Plantarum 1: 270, en el año 1753.
Subespecies aceptadas
- Zanthoxylum clava-herculis subsp. clava-herculis
- Zanthoxylum clava-herculis subsp. fruticosum (A. Gray) Reynel

Sinonimia
- Zanthoxylum carolinianum Lam.
- Zanthoxylum catesbianum Raf.
- Zanthoxylum clavatum St.-Lag.
- subsp. clava-herculis
- Kampmania fraxinifolia (Walter) Raf.
- Pseudopetalon glandulosum Raf.
- Pseudopetalon tricarpum (Michx.) Raf.
- Zanthoxylum aromaticum Willd.
- Zanthoxylum fraxinifolium Walter
- Zanthoxylum hidalgense Lundell
- Zanthoxylum macrophyllum Nutt.
- Zanthoxylum tricarpum Michx.
- subsp. fruticosum
- Zanthoxylum alveolatum Shuttlew. ex A.Gray
- Zanthoxylum carolinianum var. fruticosum A. Gray	basónimo
- Zanthoxylum clava-herculis var. fruticosum (A. Gray) S.Watson
- Zanthoxylum digynum Engelm. ex A. Gray
- Zanthoxylum hirsutum Buckley
- Zanthoxylum tweedii Engl.[7]